# Trophophion tenuiceps
Trophophion tenuiceps là một loài tò vò trong họ Ichneumonidae.